# 纳速剌丁 (士瞻)
纳速剌丁（？—1353年），字士瞻，回回人，元朝后期政治人物。
纳速剌丁随父亲浚州达鲁花赤马合木定居大名，举进士，补淮东廉访司书吏。改任两浙都盐运司，辟掾淮东宣慰司。元顺帝至正十年（1350年），在真州拒红巾军，参议镇南王府宣慰司军事，建议筑四城，立外寨，募兵抗拒泰州、龙潭等地红巾军。率领军舰固守长江防御。至江宁，援芜湖，留守江口。至正十二年（1352年），奉行省命，移守高邮得胜湖，抵御芝麻李。次年，以水师会诸军与张士诚军力战，在三垛镇围剿张士诚时，阵亡。

## 传记资料
- 《元史》忠义传
- 《新元史》忠义传